# Giovanni Maio

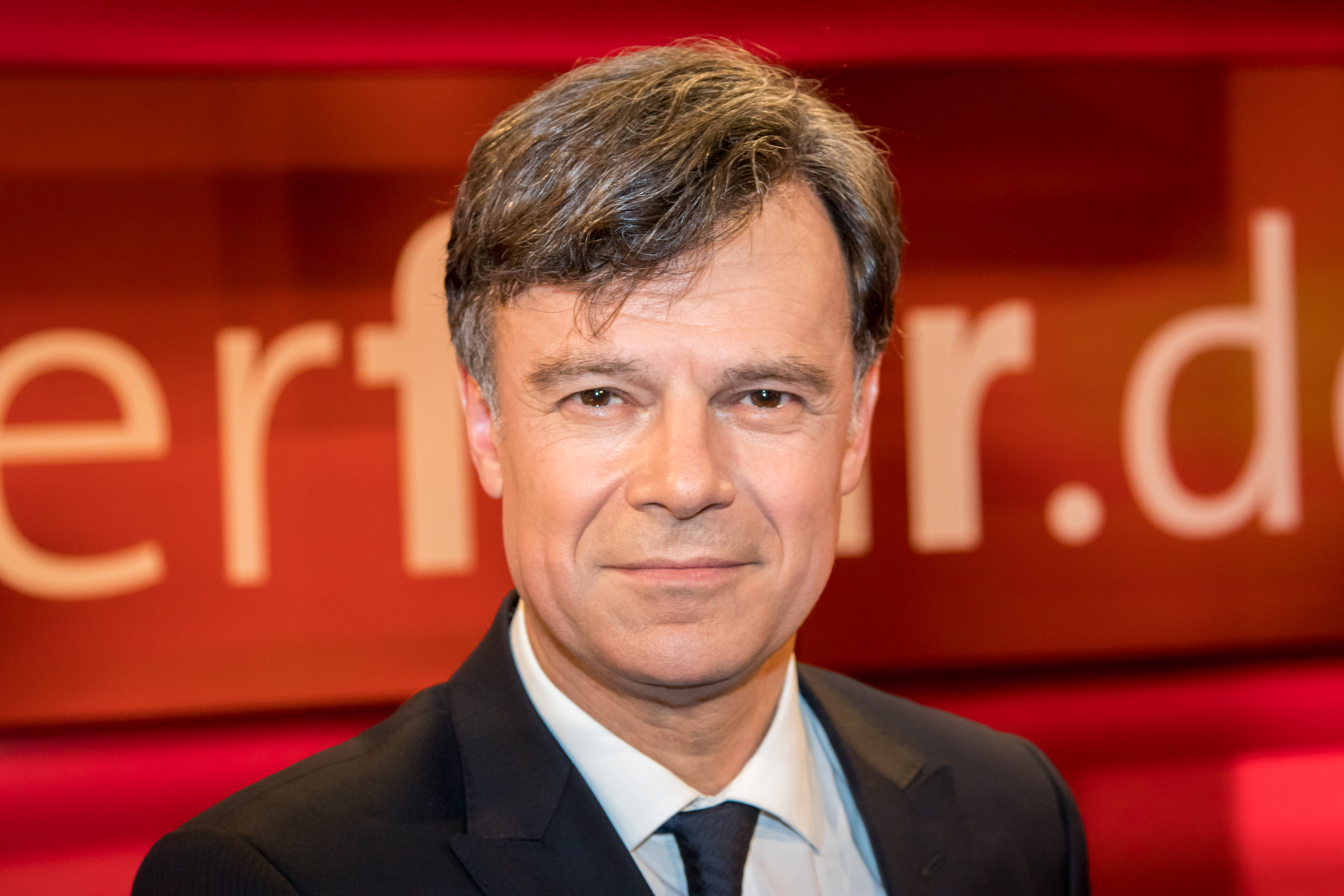
Giovanni Maio in der Sendung hart aber fair, 2017

Giovanni Maio (* 1964 in San Fele, Italien) ist ein deutscher Mediziner, Philosoph und Universitätsprofessor für Medizinethik an der Albert-Ludwigs-Universität in Freiburg.

## Werdegang
Maio siedelte mit seinen Eltern Ende 1970 aus Italien in den Raum Freiburg über. Nach dem Abitur studierte er Medizin und Philosophie an den Universitäten Freiburg, Straßburg und Hagen.
Nach seiner Promotion (Dr. med.) in Freiburg, einer langjährigen internistisch-klinischen Tätigkeit und einer wissenschaftlichen Weiterqualifikation an medizintheoretischen Instituten, habilitierte er sich im Jahr 2000 an der Universität zu Lübeck für das Fach „Ethik und Geschichte der Medizin“.
2002 wurde er durch die Bundesregierung in die Zentrale Ethikkommission für Stammzellenforschung berufen. 2004 und 2005 erhielt Maio Rufe auf Lehrstühle für Medizinethik an den Universitäten Zürich, Bochum, Freiburg und Aachen und nahm 2005 den Ruf an die Universitätsprofessur für Bioethik und Medizinethik an der Albert-Ludwigs-Universität Freiburg an. Er ist dort Direktionsmitglied des interdisziplinären Ethikzentrums (zuvor Zentrum für Ethik und Recht in der Medizin) und Direktor des Instituts für Ethik und Geschichte der Medizin.
2011 veröffentlichte Maio das Lehrbuch Mittelpunkt Mensch, das unter anderem eine Einführung in philosophische Grundlagen zur Medizinethik anhand von Praxisbeispielen gibt. Das Werk wurde vielfach positiv besprochen, so urteilte Stefan Sahm von der Frankfurter Allgemeinen Zeitung, das Buch sollte allen „Absolventen der Medizin mit der Approbation überreicht werde[n]“. 2017 erschien eine aktualisierte und erweiterte zweite Auflage. Das Lehrbuch gilt heute als ein „Standardwerk“ der Medizinethik.
2009 wurde Maio in den Ausschuss für ethische und medizinisch-juristische Grundsatzfragen der Bundesärztekammer berufen.

## Auszeichnungen
2013 wurde Maio für sein Engagement im Bereich der Prävention der Apollonia-Preis verliehen.
Für seine wissenschaftlichen Arbeiten und „seinen Einsatz für eine menschliche Medizin“ bekam Maio 2015 den Ehrenpreis der Deutschen Schmerzliga.
2018 wurde er vom Deutschen Berufsverband für Pflegeberufe für sein Plädoyer für eine Wertschätzung des Pflegeberufs als wichtige Säule im Gesundheitswesen mit der Goldenen Ehrennadel ausgezeichnet.
2023 wurde Maio von der Deutschen Gesellschaft für Schmerzmedizin (DGS) und der Deutschen Schmerzliga (DSL) für seinen nachhaltigen Einsatz für eine am individuellen Patienten orientierte Medizin mit dem Deutschen Schmerzpreis 2023 ausgezeichnet.

## Positionen
In seinen wissenschaftlichen Werken setzt sich Maio mit den ethischen Grenzen der Ökonomisierung und der Technisierung der Medizin auseinander und stellt das mechanistische Menschenbild der modernen Medizin in Frage. Er plädiert dafür, die Medizin als eine Verbindung aus Wissenschaftlichkeit und Zwischenmenschlichkeit zu verstehen. Die Medizin dürfe, so Maio, nicht dem Diktat der Gewinnmaximierung unterworfen werden, sondern sie müsse als soziale Praxis mit einer Gemeinwohlorientierung betrachtet werden. Das mechanistische Menschenbild kommt laut Maio auch in der unreflektierten Implementierung der Technisierungsbestrebungen der modernen Medizin zum Ausdruck. An verschiedenen Beispielen (Optimierungsmedizin, Präimplantationsdiagnostik, prädiktive Medizin etc.) hat Maio die Tendenz herausgearbeitet, komplexe sozialrelevante Probleme einseitig über technische Angebote lösen zu wollen. Maio plädiert stattdessen für eine stärkere Berücksichtigung der psychosozialen Aspekte des Krankseins.
Während der COVID-19-Pandemie kritisierte Maio die repressiven Maßnahmen der Regierung und sprach sich dezidiert gegen eine Impfpflicht aus. Auch die 2G-Regel sah er kritisch, weil sie zu einer stigmatisierenden Ausgrenzung von weiten Teilen der Gesellschaft führe. Statt Druck aufzubauen, sollte mehr Aufklärung betrieben werden. Im Gefolge der Pandemieerfahrungen hat Maio die Grundlagen für eine Ethik der Verletzlichkeit entworfen.

## Veröffentlichungen

### Als Autor
- mit W. Grossmann und A. Weiberg: Ethik im Krankenhausalltag. Theorie und Praxis (= Medizinethische Materialien. Band 120). Bochum 1998.
- Ethik der Forschung am Menschen. Zur Begründung der Moral in ihrer historischen Bedingtheit. (Habilitationsschrift, Universität Lübeck, 2000) Frommann-Holzboog, Stuttgart-Bad Cannstatt 2002 (= Medizin und Philosophie, 6), ISBN 978-3-7728-2196-7.
- Mittelpunkt Mensch. Ethik in der Medizin. Ein Lehrbuch. Mit 39 kommentierten Patientengeschichten. Mit einem Geleitwort von Wilhelm Vossenkuhl. Schattauer, Stuttgart 2011, ISBN 978-3-7945-2448-8. (2. erweiterte Auflage. Schattauer, Stuttgart 2017)
- Abschied von der freudigen Erwartung. Werdende Eltern unter dem wachsenden Druck der vorgeburtlichen Diagnostik. Manuscriptum, Waltrop/Leipzig 2013, ISBN 978-3-937801-93-3.
- Medizin ohne Maß? Vom Diktat des Machbaren zu einer Ethik der Besonnenheit. Trias, Stuttgart 2014, ISBN 978-3-8304-6749-6. (englische Ausgabe: Essays in Medical Ethics. Plea for a medicine of prudence. Thieme, Stuttgart/New York 2016)
- Geschäftsmodell Gesundheit: Wie der Markt die Heilkunst abschafft. Suhrkamp, Berlin 2014, ISBN 978-3-518-46514-1.
- Humanität einer alternden Gesellschaft. Mit Andreas Kruse und Jörg Althammer. Schöningh, Paderborn 2014, ISBN 978-3-506-77943-4.
- Den kranken Menschen verstehen: für eine Medizin der Zuwendung. Herder, Freiburg 2015, ISBN 978-3-451-60101-9. (3. ergänzte und vollständig überarbeitete Auflage. Herder, Freiburg 2020 / englische Ausgabe: Understanding the Patient: An Ethical Approach to Medical Care. Alber, Freiburg 2018)
- Werte für die Medizin: warum die Heilberufe ihre eigene Identität verteidigen müssen. Kösel, München 2018, ISBN 978-3-466-34688-2
- Fondamenti per un'etica medica. Minerva Medica, Turin 2023, ISBN 978-88-5532-164-8

### Als Herausgeber
- Medizin und Kultur. Ärztliches Denken und Handeln im Dialog zwischen Natur- und Geisteswissenschaften. Mit Volker Roelcke. Stuttgart/New York 2001, ISBN 978-3-7945-2129-6
- Der Status des extrakorporalen Embryos. Perspektiven eines interdisziplinären Zugangs. Frommann-Holzboog, Bad Cannstatt 2007, ISBN 978-3-7728-2425-8
- Schwierige Entscheidungen. Krankheit, Medizin und Ethik im Film. Mit Kurt W. Schmidt und Hans Jürgen Wulff. Arnoldshainer Schriften, Band 129, Haag & Herchen, Frankfurt/Main 2008, ISBN 978-3-89846-313-3
- Die „Natur des Menschen“ in Neurowissenschaft und Neuroethik. Mit Jens Clausen und Oliver Müller. Königshausen und Neumann, Würzburg 2008, ISBN 978-3-8260-3613-2
- Mensch ohne Maß? Reichweite und Grenzen anthropologischer Argumente in der biomedizinischen Ethik. Mit Jens Clausen und Oliver Müller. Alber, Freiburg 2008, ISBN 978-3-495-48273-5
- Das technisierte Gehirn. Neurotechnologien als Herausforderung für Ethik und Anthropologie. Mit Oliver Müller und Jens Clausen. Mentis, Paderborn 2009, ISBN 978-3-89785-629-5
- Ethik in Strukturen bringen. Denkanstöße zur Ethikberatung im Gesundheitswesen. Mit Wolfgang Heinemann. Herder, Freiburg 2010, ISBN 978-3-451-30325-8
- Das Gehirn als Projekt. Über neurotechnologische Selbstgestaltung. Mit Oliver Müller, Joachim Boldt und Josef Mackert. Rombach, Freiburg 2011, ISBN 978-3-7930-9663-4
- Altwerden ohne alt zu sein? Ethische Grenzen der Anti-Aging-Medizin. Alber, Freiburg 2011, ISBN 978-3-495-48434-0
- Abschaffung des Schicksals? Menschsein zwischen Gegebenheit des Lebens und medizin-technischer Gestaltbarkeit. Herder, Freiburg 2011, ISBN 978-3-451-30461-3.
- Leben schaffen? Philosophische und ethische Reflexionen zur Synthetischen Biologie. Mit Joachim Boldt und Oliver Müller. Mentis Verlag, Paderborn 2012, ISBN 978-3-89785-756-8
- Macht und Ohnmacht des Wortes: ethische Grundfragen einer personalen Medizin. Wallstein, Göttingen 2012, ISBN 978-3-8353-1148-0
- Kinderwunsch und Reproduktionsmedizin: Ethische Herausforderungen der technisierten Fortpflanzung. Mit Tobias Eichinger und Claudia Bozzaro. Alber, Freiburg 2013, ISBN 978-3-495-48539-2
- Ethik der Gabe. Humane Medizin zwischen Leistungserbringung und Sorge um den Anderen. Herder, Freiburg im Breisgau/Basel/Wien 2014, ISBN 978-3-451-33282-1.
- Die Kunst des Hoffens. Kranksein zwischen Erschütterung und Neuorientierung. Herder, Freiburg 2015, ISBN 978-3-451-34827-3
- Leid und Schmerz. Konzeptionelle Annäherungen und medizinethische Implikationen. Mit Claudia Bozzaro und Tobias Eichinger. Alber, Freiburg 2015, ISBN 978-3-495-48738-9
- Orientierung am Menschen. Anthropologische Konzeptionen und normative Perspektiven. Mit Oliver Müller. Wallstein, Göttingen 2015, ISBN 978-3-8353-1646-1
- Auf den Menschen hören. Für eine Kultur der Aufmerksamkeit in der Medizin. Herder, Freiburg/Basel/Wien 2017, ISBN 978-3-451-37744-0
- Von Angesicht zu Angesicht. Zur Bedeutung des direkten Kontaktes in der Medizin. Herder, Freiburg 2020, ISBN 978-3-451-38575-9
- Vertrauen in der Medizin. Annäherungen an ein Grundphänomen menschlicher Existenz. Herder, Freiburg 2023, ISBN 978-3-451-39457-7